# 허수경 (방송인)
허수경(許秀敬, 1967년 5월 26일 ~ )은 대한민국의 방송인 겸 연기자이다.

## 생애
- 허수경은 고등학교(영동여고) 동문[1]1년 선배인 김연주 등과 함께 1989년 MBC 공채 MC 1기로 데뷔한 이래 다수의 텔레비전과 라디오의 진행을 맡았다.

- 보조 진행자에 불과했던 여성 MC를 남성 MC와 동등한 반열에 올려놓았다는 평가를 받았다.[2]

- 2004년 12월, 연극 《부부 사이의 작은 범죄들》을 통해 배우로 데뷔하였다.

- 배우로서 MBC 드라마 《그래도 좋아!》(2007년)에도 출연하였다.[3]

- 2012년 3월, 서울특별시청은 '성평등 위원회'를 출범시켰는데, 허수경은 언론문화 분야 위원장으로 위촉되었다.[4]

## 학력
- 영동여자고등학교 (졸업)
- 이화여자대학교 체육학과 (졸업)
- 이화여자대학교 정책과학대학원 사회과학과 (졸업)

## 가족
- 남편: 이해영 (한신대학교 교수)
- 딸: 허은서

## 방송 진행

### 텔레비전 진행
- MBC 《아침을 달린다》
- MBC 《화요일에 만나요》
- MBC 《사랑의 퀴즈》
- MBC 《정보 데이트》
- MBC 《도전! 추리특급》 (1993년)
- MBC 《생방송 아침만들기》 (1993년 ~ 1995년)
- MBC 《선택, 토요일이 좋다》
- MBC 《쇼 부부연습》 (1995년)
- MBC 《깜짝정보쇼》 (1996년)
- MBC 《창작동요제》 (1996년)
- KBS1 《TV는 사랑을 싣고》 (1996년)
- SBS 《바로 이 사람》
- SBS 《스타가 당신을 찾아간다》
- SBS 《결정! 당신이 주인공》 (1999년)
- MBC 《주부 9단》 (1999년)
- EBS 《인터넷이 생활을 바꾼다》 (2000년)
- MBC 《새천년기획 베스트코리아》 (2000년)
- SBS 《장미의 이름》 (2001년 ~ 2002년)
- KBS2 《아름다운 리빙》 (2001년)
- SBS 《트루 스토리》 (2002년)
- SBS 《궁금한 이야기 Y》 (2009년 ~2016년) (공동 내레이션)
- MBN 《맛있는 수다》 (2013년)
- KBS2 《해피선데이-슈퍼맨이 돌아왔다》 (2014년)
- MBN 《부부수업 파뿌리》 (2015년)
- KBS1 UHD 특별기획 《안동호 쇠제비갈매기의 비밀》 (2018년) - 내레이션

### 라디오 진행
- MBC FM 《정오의 희망곡 허수경입니다》 (1994)
- SBS 파워FM 《허수경의 해피투게더》 (1999)
- SBS 러브FM 《허수경의 러브러브》 (2001)
- SBS 파워FM 《허수경의 가요풍경》 (2002년 4월 15일 ~ 2007년 4월 15일)
- SBS 라디오 《허수경의 가요풍경》 (2007년 4월 16일 ~ 2007년 11월 2일)
- SBS 러브FM 《김승현, 허수경의 라디오가 좋다》 (2007년 11월 5일 ~ 2009년 10월 23일)
- MBC FM4U 《허수경의 음악동네》 (2011년 10월 24일 ~ 2012년 10월 21일)
- tbs 《달콤한 밤, 허수경입니다》 (2013년 12월 ~ 2014년 3월)
- KBS 해피FM 《허수경의 해피타임 4시》 (2015년 6월 15일 ~ 2017년 2월 5일)

## 출연 작품

### 연극
- 《부부 사이의 작은 범죄들》(2004년)
- 《엄마를 부탁해》(2010년)

### TV 드라마
- 1997년 MBC 청소년드라마 《나》
- 2007년 MBC 아침드라마 《그래도 좋아!》

## 상훈
- 1993년 MBC 연기대상 TV MC부문 특별상
- 1996년 MBC 연기대상 라디오부문 우수상
- 2007년 제14회 대한민국 연예예술상 여자라디오진행상
- 2007년 SBS 방송연예대상 라디오스타상 AM부문

## CF
- 1993년 크린랲
- 1993년 애경산업 트리오
- 1994년 푸른화장품 노블레스
- 1994년 일진알미늄 에어샤시
- 1994년 롯데삼강 하이쿡
- 1994년 파란들
- 1994년 동화약품 오스칼 (Radio광고)
- 1995년 쌍방울 트라이 새모시
- 1995년 일진알루미늄샷시
- 1995년 웅진씽크빅 웅진곰돌이
- 1996년 동국제약 복합 마데카솔

## 기타

### 딸 허은서
2007년 12월 31일, 허수경은 '비혼모(非婚母)'인 상태에서 정자 기증을 통해 시험관 아기를 출산했다. 허수경은 자신의 성을 따서 딸의 이름을 허은서로 지었다. 2008년 2월, KBS 2TV 《인간극장-고맙다 사랑한다》에서는 시험관 아이를 임신하고 출산한 허수경의 선택, 그 이유, 싱글맘을 둘러싼 우리 사회의 편견 등에 대해 다루었다. 이 방송에서 허수경은 “방송에서 아무리 나를 인정해 줘도, 내 자신이 중요하게 생각하는 것은 여자로서 여자답게 가치 있는 일을 해내는 것인데, '제일 가치 있는 일을 못하는구나'해서 제일 가슴 아팠다”라며 비혼모의 삶을 선택한 이유를 설명했다.
2008년 3월 10일, 스포츠한국은 "허수경의 출산은 미혼모 이상의 의미를 지닌다. 아버지 없이 아이를 둔 비혼모의 길을 택했기 때문이다. 허수경의 그 선택에 대한 논란도 제기됐다. 불임으로 깊은 상처를 입은 후 비혼모 신분으로 아기를 안게 된 허수경을 따뜻하게 감싸는 시선과 비혼모를 지나치게 미화하고 있다는 날선 입장이 대립했다. 시험관 아기와 비혼모를 사회적 화두로 끌어올렸다는 점에서 허수경의 행보는 진일보했다고 평가할 만하다"라는 기사를 실었다.

### 결혼
배우 장세진과 1990년 결혼했다가 1997년 이혼했고, 백종학과 1999년 결혼했다가 2006년 이혼했으며, 2010년 이해영 교수와 결혼했다.

## 저서
- 《허수경의 미소 한 잔 눈물 두 스푼》(세기, 1995년) ISBN 8972630209
- 《허수경의 숨쉬는 집》(시공사, 2002년) ISBN 8952717783
- 《눈들어 소나무 솔잎을 보니》(늘푸른소나무, 2004년) ISBN 8988640381
- 《빛나라 세상이 어두울수록》(문학사상, 2008년) ISBN 9788970128184